# الحضور الحقيقي للمسيح في القربان المقدس
إن الحضور الحقيقي للمسيح في القربان المقدس، والذي يُختصر أحيانًا بالحضور الحقيقي، هو العقيدة المسيحية التي تقول بأن يسوع المسيح حاضر في القربان المقدس، ليس رمزيًا أو مجازيًا فحسب، بل بطريقة حقيقية وواقعية وجوهرية.
هناك عدد من الطوائف المسيحية التي تُعلّم أن المسيح حاضرٌ حقًا في القربان المقدس، بما في ذلك الكاثوليكية، والأرثوذكسية الشرقية، والأرثوذكسية المستشرقة، وكنيسة المشرق، والكنيسة المورافية، واللوثرية، والأنجليكانية، والميثودية، بالإضافة إلى المسيحية الإصلاحية (بما في ذلك التقاليد الإصلاحية القارية، والمشيخية، والطائفة التجمعية، والمعمدانية الإصلاحية) تتعلق الاختلافات في تعاليم هذه الكنائس في المقام الأول بـ"طريقة حضور المسيح في عشاء الرب".
أدت الجهود المبذولة للتفاهم المتبادل لمجموعة المعتقدات بين هذه الكنائس في ثمانينيات القرن العشرين إلى مشاورات حول المعمودية، والقربان المقدس، والخدمة من قِبل مجلس الكنائس العالمي. يتم رفض الوجود الحقيقي أو تفسيره في ضوء "الذكرى" (وفقًا لترجمات معينة للعهد الجديد) من قبل مسيحيين آخرين، بما في ذلك المعمدانيون التجديدين، والإخوة البليموثيين، وبعض الكنائس المسيحية غير الطائفية، بالإضافة إلى أولئك الذين يتماهون مع المسيحية الليبرالية، وشرائح من حركة الاستعادة، وشهود يهوه.